# Marshall Bell

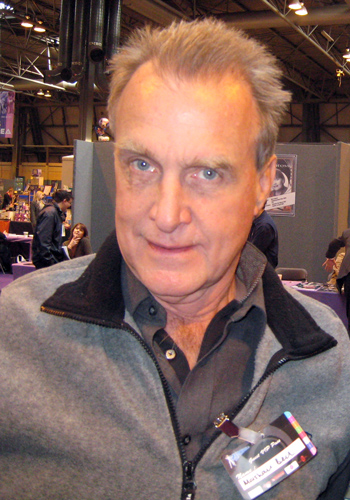
Marshall Bell (2008)

Marshall Bell (* 28. September 1942 in Tulsa, Oklahoma) ist ein US-amerikanischer Schauspieler.
Bell wurde in den späten 1980er und frühen 1990er Jahren mit wichtigen Nebenrollen in Nightmare II – Die Rache (1985), Stand by Me – Das Geheimnis eines Sommers (1986), Twins – Zwillinge (1988) und Die totale Erinnerung – Total Recall (1990) bekannt.

## Leben
Bell wurde 1942 in Tulsa geboren, wo er bis zum Alter von 13 Jahren lebte. Dann zog seine Familie nach Denver um. Nachdem er vom privaten Internat der St. Paul’s School in Concord, New Hampshire, verwiesen wurde, besuchte er die Fountain Valley School in Colorado Springs, Colorado, wo er in der Rolle des Elwood P. Dowd im Theaterstück Mein Freund Harvey erste Erfahrungen als Schauspieler sammelte. Entmutigt von schlechten Kritiken nach dem Auftritt war er über 20 Jahre nicht mehr schauspielerisch tätig.
Nach einer Empfehlung durch den Produzenten und Casting-Agenten Fred Roos bot der britische Regisseur Alan Parker Bell eine kleine Rolle als Ronsky in seinem Film Birdy an. Im folgenden Jahr übernahm er die Rolle des Gerry Jones in der von Fred Roos produzierten Komödie Ticket zum Himmel. Danach spielte Bell größere Nebenrollen als brutaler Coach Schneider in Nightmare II – Die Rache, trauernder Vater Mr. Lachance in Stand by Me – Das Geheimnis eines Sommers, eiskalter Killer Webster in Twins – Zwillinge und Marsbewohner George mit seinem Mutanten Kuato in Paul Verhoevens Die totale Erinnerung – Total Recall. 1997 folgte eine weitere Zusammenarbeit für Verhoeven, in dessen Military-Science-Fiction-Film Starship Troopers Bell die Rolle des General Owen übernahm.
Es folgten Rollen in weiteren Kino- und Fernseh-Filmen sowie Auftritte in Serien wie Polizeirevier Hill Street, Geschichten aus der Gruft, Akte X – Die unheimlichen Fälle des FBI, Deadwood, Dr. House oder Stargate Atlantis.
Bell ist seit 1980 mit der Kostümbildnerin und mehrfachen Oscar-Preisträgerin Milena Canonero verheiratet und lebt in West Hollywood.

## Filmografie (Auswahl)
- 1984: Birdy
- 1985: Ticket zum Himmel (Seven Minutes in Heaven)
- 1985: Nightmare II – Die Rache (A Nightmare on Elm Street Part 2: Freddy’s Revenge)
- 1986: Staatsanwälte küsst man nicht (Legal Eagles)
- 1986: Stand by Me – Das Geheimnis eines Sommers (Stand by Me)
- 1986: Blutmond (Manhunter)
- 1987: Polizeirevier Hill Street (Hill Street Blues, Fernsehserie, Episode 7x20 The Runner Falls on His Kisser)
- 1987: Cherry 2000
- 1988: Johnny be Good (Johnny Be Good)
- 1988: Twins – Zwillinge (Twins)
- 1990: Die totale Erinnerung – Total Recall (Total Recall)
- 1990: Dick Tracy
- 1990: Air America
- 1992: Scary – Horrortrip in den Wahnsinn (The Vagrant)
- 1992: Bloody Marie – Eine Frau mit Biß (Innocent Blood)
- 1993: Akte X – Die unheimlichen Fälle des FBI (Fernsehserie, Episode 1x10 Gefallener Engel)
- 1994: Highway Heat (The Chase)
- 1994: Airheads
- 1994: Natural Born Killers
- 1994: Puppet Masters – Bedrohung aus dem All (The Puppet Masters)
- 1995: Hell’s Passion (Payback)
- 1995: Operation Dumbo (Operation Dumbo Drop)
- 1997: The Brave
- 1997: Am Ende der Gewalt (The End of Violence)
- 1997: Denver P.D. – Die Kriegsteufel (One of Our Own)
- 1997: Starship Troopers
- 1999: Virus – Schiff ohne Wiederkehr (Virus)
- 1999: Black & White – Gefährlicher Verdacht (Black and White)
- 2000: Mercy – Die dunkle Seite der Lust (Mercy)
- 2000: Sand
- 2002: Mann umständehalber abzugeben oder Scheidung ist süß (Serving Sara)
- 2003: Northfork
- 2003: Identität (Identity)
- 2004: Dandelion – Eine Liebe in Idaho (Dandelion)
- 2005: Volltreffer – Ein Supercoach greift durch (Rebound)
- 2005: Capote
- 2006: Rescue Dawn
- 2006: Astronaut Farmer (The Astronaut Farmer)
- 2006: Room 6
- 2007: Sex and Death 101
- 2007: Nancy Drew, Girl Detective (Nancy Drew)
- 2007: The Final Season
- 2008: Hamlet 2
- 2010: Footsteps
- 2011: Puncture
- 2011: The Rum Diary
- 2012: Somebody Up There Likes Me
- 2012: To the Wonder
- 2013: Vertical
- 2013: The Bling Ring
- 2013: Palo Alto
- 2014: A Bit of Bad Luck
- 2014: Home, James
- 2014: Legends (Fernsehserie, 6 Episoden)
- 2015: 90 Minutes in Heaven
- 2015: Waffle Street
- 2016: Director’s Cut
- 2016: Is That a Gun in Your Pocket?
- 2016: The Congressman
- 2016: Regeln spielen keine Rolle (Rules Don’t Apply)
- 2016: Thirty Nine
- 2017: Zu guter Letzt (The Last Word)
- 2018: Dad, Inc. (Fernsehfilm)
- 2020: Mainstream
- 2020: The Villains
- 2021: Outer Banks (Fernsehserie, Episode 2x03 Prayers)
- 2021: Reservation Dogs (Fernsehserie, Episode 1x03 Uncle Brownie)
- 2023: Blackout